# Aldebaran Rock
Der Aldebaran Rock ist ein markanter Nunatak aus hellem, rötlichen Fels im westantarktischen Palmerland. Er ragt nahe dem Kopfende des Bertram-Gletschers und 8 km nordöstlich der Pegasus Mountains auf.
Das UK Antarctic Place-Names Committee benannte ihn dem Stern Aldebaran, dem hellsten Gestirn des Sternbilds Stier.